# 装饰雷螺
装饰雷螺（学名：Gemmula cosmoi），是新腹足目卷管螺科珠环卷管螺属的一种。主要分布于越南、中国大陆，常栖息在潮下带。